# Університет Колорадо
Університет Колорадо (англ. University of Colorado)  — система державних університетів Колорадо. Вона складається з чотирьох установ: Університет Колорадо у Боулдері, Університету Колорадо в Колорадо-Спрінгс, Університету Колорадо в Денвері та Медичного містечка Аншутц Університету Колорадо. Нею керує вибрана регентська рада з дев’яти членів.